# Fernando Vergara
Luis Fernando Vergara Meylan (Santiago, 13 de mayo de 1970) es un exfutbolista profesional y entrenador chileno.

## Trayectoria

### Como jugador
Canterano de Audax Italiano, comenzó a destacar por su juventud y buen rendimiento. Debutó en 1988 en la victoria 2-1 de los itálicos sobre Santiago Wanderers, donde marcó uno de los goles.
Luego de un paso fugaz por el FC Brüttisellen-Dietlikon, vuelve a Chile, en 1991, específicamente a Universidad de Chile, donde comienza a ser conocido. Sin embargo, es en Fernández Vial donde se destaca como un interesante goleador cuyo equipo sin embargo, desciende.
Contratado por Colo-Colo en 1993, se da una tónica inversa a la de la temporada anterior, con un equipo campeón pero con un Vergara suplente, un buen paso a préstamo por Deportes Antofagasta donde se transforma en el goleador anual del equipo, le permite su retorno a la tienda alba para 1995 de la mano del técnico Gustavo Benítez. El resumen de su segundo paso por Colo-Colo se sintetiza en tres títulos de campeón, una Copa Chile donde se erigió goleador del torneo, dos semifinales de Supercopa Sudamericana, una semifinal de Copa Libertadores, la conformación de una importante dupla delantera con Ivo Basay.
Fichado por el Rayo Vallecano de la Segunda División de España en 1998 donde no brilló como se esperaba, retornó a Macul en 1999, su tercera etapa alba careció de las luces de la segunda, con un equipo que no presentaba un buen nivel de juego y no respondía a las expectativas de anteriores campañas, a lo que se sumaba la creciente precarización económica del club. 
En 2001 Vergara llega a Universitario de Lima periplo poco exitoso para el delantero que se caracterizó por una baja performance y una compleja relación con la prensa que se trasladó a la hinchada.
Su última temporada como jugador la realizó en 2002 con la camiseta de Unión Española donde tuvo una baja producción goleadora, retirándose a fines de ese año.

### Como entrenador

#### Deportes Iquique
En el mes de agosto de 2011 se hizo cargo como director técnico de Deportes Iquique tras la renuncia de Jorge Pellicer. El 2012 realizó una gran campaña con el conjunto celeste que acabaría con la clasificación del equipo a la Copa Libertadores 2013. Pero pese a esto el 30 de octubre de 2012 fue destituido por problemas con la dirigencia.

#### Deportes Temuco
En diciembre de 2013 es confirmado como nuevo DT de Deportes Temuco de la Primera B de Chile. Bajo su mando termina 11° con un 38% de rendimiento después de una campaña irregular. Deja el club en mayo del 2014.

#### Cobreloa
Llega a Cobreloa con la misión de sacar al equipo de la crisis, el 7 de septiembre de 2014. Él fue el tercer técnico que tuvo el conjunto de Calama en dos meses. Pero Vergara no pudo levantar al equipo y terminó colista obteniendo 7 puntos de 30 posibles y tras 2 meses a cargo de la dirección técnica, la directiva decide no renovarle el contrato y termina saliendo del club el 5 de diciembre de 2014.

#### San Marcos de Arica
El 29 de diciembre de 2014 asume en San Marcos siete días antes de su debut en el Clausura 2014-15 frente a Colo-Colo. Sorpresivamente logra la victoria de visita en el Estadio Monumental y esta victoria sería el inicio del buen comienzo de Vergara en el club. Luego empata de local frente a Ñublense y le gana a Unión Española de visita. Después vuelve a empatar de local y vence a Deportes Antofagasta de visita. En la sexta fecha vuelve a empatar de local y en el siguiente partido golea por 4-0 a Palestino de vista de nuevo. Llega a la octava fecha con 15 puntos como sublíder del torneo en uno de los mejores arranques de temporada del club, habiendo recibido solo dos goles en siete partidos, pero en un encuentro muy disputado empata 3-3 a frente a Universidad Católica tras ir ganando por 3-1. Luego pierde el invicto frente a Cobreloa, tras un dudoso penal cobrado por Osses en el último minuto de partido y no gana en los dos siguientes partidos lo que lo aleja de la lucha por el campeonato. No sería hasta la última fecha del torneo que consolidaría su permanencia en la Primera División de Chile, al imponerse por 3-0 ante Audax Italiano y clasificar al equipo a la postemporada. En la liguilla pre-sudamericana venció a O'Higgins y pasó a la final en la que perdió frente a Universidad Católica por penales y no pudo clasificar al equipo pese a la buena campaña.

#### Unión Española
El 27 de mayo de 2015, a sus 45 años, es presentado en Unión Española como nuevo DT y llega con la misión de reemplazar a José Luis Sierra, es desafectado de su cargo el 5 de abril de 2016 debido a la irregular campaña con el cuadro hispano.

#### Deportes Puerto Montt
Llega a Deportes Puerto Montt a mitad del 2018 tras magra campaña del técnico anterior, logrando en una rueda (la segunda) quedar con un equipo invicto como local y sin goles en contra en ese semestre aunque con un saldo negativo de visita, para el año 2019 tras un inicio dubitativo. Logra retomar un buen andar siendo puntero un par de fechas pero decreciendo su rendimiento al final de la competencia rematando décimo en la tabla de posiciones igual al año anterior, lo cual hace que no le renueve su contrato la directiva.

## Selección nacional
Tras su destacada campaña en 1996 por Colo-Colo, recibió sus únicos llamados a la Selección Nacional, donde jugó 6 partidos, anotó 3 goles y fue parte del plantel tanto para las exitosas Eliminatorias para Francia 1998 como de la desastrosa Copa América 1997 donde aportó con el único tanto rojo del torneo.

### Participaciones en Copa América
| Torneo            | Sede    | Resultado     | PJ | G |
| ----------------- | ------- | ------------- | -- | - |
| Copa América 1997 | Bolivia | Primera ronda | 3  | 1 |

### Participaciones en eliminatorias a la Copa del Mundo
| Eliminatoria                 | Sede    | Resultado   | Posición | PJ | G |
| ---------------------------- | ------- | ----------- | -------- | -- | - |
| Clasificatorias Francia 1998 | Francia | Clasificado | 4.º      | 2  | 0 |

### Partidos internacionales
| Partidos internacionales | Partidos internacionales | Partidos internacionales                         | Partidos internacionales | Partidos internacionales | Partidos internacionales | Partidos internacionales | Partidos internacionales | Partidos internacionales | Partidos internacionales     |
| N.º                      | Fecha                    | Estadio                                          | Local                    | Resultado                | Visitante                | Goles                    | Asistencias              | DT                       | Competición                  |
| ------------------------ | ------------------------ | ------------------------------------------------ | ------------------------ | ------------------------ | ------------------------ | ------------------------ | ------------------------ | ------------------------ | ---------------------------- |
| 1                        | 9 de octubre de 1996     | Estadio Defensores del Chaco, Asunción, Paraguay | Paraguay                 | 2-1                      | Chile                    |                          |                          | Nelson Acosta            | Clasificatorias Francia 1998 |
| 2                        | 4 de enero de 1997       | Estadio Sausalito, Viña del Mar, Chile           | Chile                    | 7-0                      | Armenia                  | Anotado · Anotado        |                          | Nelson Acosta            | Amistoso                     |
| 3                        | 12 de enero de 1997      | Estadio Nacional, Lima, Perú                     | Perú                     | 2-1                      | Chile                    |                          |                          | Nelson Acosta            | Clasificatorias Francia 1998 |
| 4                        | 11 de junio de 1997      | Estadio Félix Capriles, Cochabamba, Bolivia      | Chile                    | 0-1                      | Paraguay                 |                          |                          | Nelson Acosta            | Copa América 1997            |
| 5                        | 14 de junio de 1997      | Estadio Félix Capriles, Cochabamba, Bolivia      | Argentina                | 2-0                      | Chile                    |                          |                          | Nelson Acosta            | Copa América 1997            |
| 6                        | 17 de junio de 1997      | Estadio Félix Capriles, Cochabamba, Bolivia      | Chile                    | 1-2                      | Ecuador                  | Anotado                  |                          | Nelson Acosta            | Copa América 1997            |
| Total                    | Total                    | Total                                            | Presencias               | 6                        | Goles                    | 3                        |                          |                          |                              |

| Selección chilena | Selección chilena | Selección chilena |
| Año               | Partidos          | Goles             |
| ----------------- | ----------------- | ----------------- |
| 1996              | 1                 | 0                 |
| 1997              | 5                 | 3                 |
| Total             | 6                 | 3                 |

## Clubes

### Como jugador
| Club                            | País      | Año       |
| ------------------------------- | --------- | --------- |
| Audax Italiano                  | Chile     | 1988-1989 |
| Fernández Vial                  | Chile     | 1990      |
| FC Brüttisellen-Dietlikon       | Suiza     | 1990      |
| Fernández Vial                  | 1992      |           |
| Colo-Colo                       | 1993-1998 |           |
| → Deportes Antofagasta (cedido) | 1994      |           |
| Rayo Vallecano                  | España    | 1998      |
| Colo-Colo                       | Chile     | 1999-2000 |
| Universitario                   | Perú      | 2001      |
| Unión Española                  | Chile     | 2002      |

### Como entrenador
| Club                      | País  | Año       | PJ  | PG  | PE  | PP  | Efectividad |
| ------------------------- | ----- | --------- | --- | --- | --- | --- | ----------- |
| Barnechea                 | Chile | 2005      | 24  | 10  | 7   | 7   | 51.39%      |
| Instituto Nacional        | Chile | 2006      | 37  | 29  | 2   | 6   | 80.18%      |
| Magallanes                | Chile | 2007      | 32  | 25  | 3   | 4   | 81.26%      |
| Huachipato                | Chile | 2008-2009 | 41  | 16  | 11  | 14  | 47.96%      |
| Deportes La Serena        | Chile | 2011      | 23  | 9   | 7   | 7   | 49.27%      |
| Deportes Iquique          | Chile | 2011-2012 | 63  | 25  | 16  | 22  | 48.15%      |
| Deportes Temuco           | Chile | 2014      | 23  | 6   | 9   | 8   | 39.13%      |
| Cobreloa                  | Chile | 2014      | 10  | 2   | 1   | 7   | 23.33%      |
| San Marcos de Arica       | Chile | 2015      | 21  | 7   | 8   | 6   | 46.03%      |
| Unión Española            | Chile | 2015-2016 | 36  | 15  | 11  | 12  | 51.86%      |
| Deportes Antofagasta      | Chile | 2016-2017 | 30  | 9   | 11  | 12  | 42.22%      |
| Deportes Puerto Montt     | Chile | 2018-2019 | 49  | 20  | 12  | 17  | 48.98%      |
| Magallanes                | Chile | 2020-2021 | 8   | 2   | 3   | 2   | 37.5%       |
| Universidad de Concepción | Chile | 2021-2022 | 22  | 4   | 10  | 8   | 33.33%      |
| Total                     | Total | Total     | 419 | 179 | 111 | 132 | 51.55%      |

## Palmarés

### Como jugador

#### Campeonatos nacionales
| Título           | Club      | País  | Año           |
| ---------------- | --------- | ----- | ------------- |
| Primera División | Colo-Colo | Chile | 1993          |
| Copa Chile       | Colo-Colo | Chile | 1996          |
| Primera División | Colo-Colo | Chile | 1996          |
| Primera División | Colo-Colo | Chile | Clausura 1997 |
| Primera División | Colo-Colo | Chile | 1998          |

### Distinciones individuales
| Distinción          | Año  |
| ------------------- | ---- |
| Goleador Copa Chile | 1996 |